# 漆山ゆうき
漆山 ゆうき （うるしやま ゆうき、11月24日 - ）は、日本の女性声優。山形県出身。賢プロダクション所属。

## 略歴
声優に興味を持ったきっかけ、プロを目指したきっかけは 漆山曰くよく覚えてないが、小さい頃からアニメと外国映画の吹き替えにべったりだったことから自然と声優を目指す。特にコミカルな作品が好きで印象的なセリフは真似していたという。
スクールデュオを経て2019年4月より賢プロダクション所属。
デビュー後、新人声優時点で2020年放送の『最響カミズモード!』の主人公・夢幻ダイ役に抜擢される。

## 人物
養成所時代は女子の中で比較的声が低い方だったため、担当していた役もおばさんや大人のお姉さんが多かった。声優デビュー後は少年や10代～20代の女性がメインで、当初は自分にできるのか心配だった。無理のない声の高さ、喋り方で年齢感を表現する方法を探していた。その後は30代以上の役の方が緊張してしまうという。
芝居をする中で好きだったり得意な役柄・ジャンルは普通に生活してたらできないこと、言えないことが芝居で堂々とできることから悪役を挙げている。ほかにはコミカルな役やちょっと性格歪んでいたり何か企んでいるような一癖ある役については演じて楽しいという。
趣味・特技として山形弁、社交ダンス、イラスト、ヴァイオリン、管理栄養士、細胞培養をそれぞれ挙げている。細胞培養については、大学時代に管理栄養士資格取得過程で経験したからだという。
好きなテレビ番組は『マツコの知らない世界』。

## 出演
太字はメインキャラクター。

### テレビアニメ
2020年
- もっと!まじめにふまじめ かいけつゾロリ（女子たち）
- サザエさん（2020年 - 2021年）
- GREAT PRETENDER（女）
- 最響カミズモード!（2020年 - 2021年、夢幻ダイ）

2021年
- ふしぎ駄菓子屋 銭天堂（2021年 - 2025年、湊、優香、美弥子、野毛留美子、園田勇太、竹塚信太、中村光 他）
- サクガン（子供E）

2022年
- 東京24区（味少年）
- デリシャスパーティ♡プリキュア（浅井宏輔）
- 永久少年 Eternal Boys（石田の母）

2023年
- 氷属性男子とクールな同僚女子（男の子）
- 名探偵コナン（女性秘書）
- 天国大魔境（時計の少女、5期生）
- ゾン100〜ゾンビになるまでにしたい100のこと〜（生徒）
- スパイ教室
- AIの遺電子（田口の妻）
- うちの会社の小さい先輩の話（鷹司しのぶ）
- 鴨乃橋ロンの禁断推理（女生徒）
- ひろがるスカイ!プリキュア（子ども）
- 進撃の巨人 The Final Season 完結編（後編）（避難民）
- シャングリラ・フロンティア（2023年 - 2025年、ラス、SF-Zoo 魔法使いH、黒狼B） - 2シリーズ
- ビックリメン（女子C、母B）
- キボウノチカラ〜オトナプリキュア'23〜（街の人）

2024年
- ドラえもん（テレビ朝日版第2期）（おばさん）
- 最弱テイマーはゴミ拾いの旅を始めました。（男の子、受付、女性冒険者）
- BEYBLADE X（観客）
- ガールズバンドクライ（売り子、女子高生A、女性生徒A、リン、ファン）
- 多数欠（須藤〈子供〉）
- シンカリオン チェンジ ザ ワールド（海風カイ）
- 妻、小学生になる。（菊池詩織、ウェイトレス、浦川の息子、宇田）
- 科学×冒険サバイバル!（2024年 - 2025年、子ども、秘書、職員、ユリの兄、患者）

2025年
- チ。-地球の運動について-（少年）
- 没落予定の貴族だけど、暇だったから魔法を極めてみた（女性ハンター）
- メダリスト（先生）
- 完璧すぎて可愛げがないと婚約破棄された聖女は隣国に売られる（娘、ユリウス〈幼少期〉）
- ロックは淑女の嗜みでして（蓮沼司紗）
- 光が死んだ夏（忌堂光〈幼少期〉）

### 劇場アニメ
- 劇場版 うたの☆プリンスさまっ♪ マジLOVEキングダム（2019年、歓声キャスト）
- 僕のヒーローアカデミア THE MOVIE ワールド ヒーローズ ミッション（2021年）
- フラ・フラダンス（2021年）
- 映画 デリシャスパーティ♡プリキュア 夢みる♡お子さまランチ!（2022年、母親）
- 機動戦士ガンダムSEED FREEDOM（2024年、ジェミー・トンプソン）
- 劇場版ハイキュー!! ゴミ捨て場の決戦（2024年、子供）
- 好きでも嫌いなあまのじゃく（2024年、仲居）

### Webアニメ
- バトルスピリッツ 赫盟のガレット（2020年、ガレット〈幼少期〉）
- TIGER & BUNNY 2（2022年、女性客）
- 賭ケグルイ双（2022年、生徒たち）
- 怒りのオコリザル観察日記（2024年、男の子）

### ゲーム
- グランドサマナーズ（シャロン）
- エコーズオブパンドラ（2020年、KV-4 他）
- データカードダス 最響カミズモード！（2020年、夢幻ダイ）
- VALORANT（2020年、キルジョイ）
- 原神（2022年、エルマイト旅団 サンドウォーター）
- くちなしアンプル（2022年、トーマス[10]）
- 百英雄伝（2024年、ギギナ[11]）
- Stellar Blade（2024年、カヤ 他）
- 機動戦士ガンダム U.C. ENGAGE（2024年 - 2025年、ハロ[12]、子供[13]）
- ドラゴンクエストX 未来への扉とまどろみの少女 オンライン（2024年、少年リズク[14]）
- デッドライジング デラックスリマスター（2024年）

### ドラマCD
- 新幹線変形ロボ シンカリオン 鍋!! キトラルザスの団らん!

### BLCD
- 落ちこぼれαとエリートΩ（月岡〈幼少期〉）

### 吹き替え

#### 映画
- ザ・フラッシュ（女医2[15]）
- ドライブアウェイ・ドールズ（ティファニー[16]）
- マッドマックス:フュリオサ[17]
- 真夜中のマグノリアで（コディ）
- モンスター・ホテル 変身ビームで大パニック!
- リーサル・ストーム（ペーニャ）
- ロレーナ: サンダル履きのランナー（英語版）

#### ドラマ
- ザ・スタンド（イザベラ）
- JESSY AND NESSY（緑の葉、ニンバス 他）
- ナイト・トレイン/破滅へのカウントダウン（マウス〈アダム・ミッチェル〉[18]）
- ヒール: レスラーズ（クリスタル）
- ペーパー・ハウス・コリア: 統一通貨を奪え（アン、ミナ 他）
- ヘチ 王座への道
- 未成年裁判
- 令嬢アンナの真実（ネフ）
- レベル 正義の反逆者（ジギー）
- ロー&オーダー

#### アニメ
- 下の階には澪がいる（学生女1、村松理恵、高校生女、通行人女、飲食店の客 他）
- パシフィック・リム: 暗黒の大陸（テイラー〈幼少期〉）
- ビッグシティ・グリーン（10代女子 他）
- マジック・スクール・バス（キーシャ）

### ナレーション
- SAI「デザイナーといっしょにつくる家」篇
- さくらみくら（おすすめ商品ナレーション）
- 店内ナレーション
  - スギ薬局
  - マックスバリュ九州
  - ヨークマート
  - クスリのサンロード
  - Odakyu OX
  - サンリブ
  - エーコープ
  - させぼ五番街
  - マルミヤストア
  - コモディイイダ
  - スーパービバホーム
  - イエローグローブ
  - ハローデイ
  - ビフレ
- 焼肉キャンプ（タッチパネル音声）

### ボイスオーバー
- シンガポール・ソーシャル（英語版）（ミン、ニコール妹、メイ母、ジョーイ 他）
- ディス・イズ・フットボール（女子、女性記者）
- BS世界のドキュメンタリー スーパーネイチャー感知力、反発力、建造力（NHK BS1、マヨール、エミリー・ケネディ、リサ・タネ）
- ラブ・イズ・ブラインド〜外見なんて関係ない!?〜
- Lorena サンダル履きのランナー（女性）

### ボイスコミック
- 怨霊奥様（くま）